# Lakewood (Califòrnia)
Lakewood és una ciutat dels Estats Units a l'estat de Califòrnia. Segons el cens del 2005 tenia 88.253 habitants.

## Demografia
Segons el cens del 2000, Lakewood tenia 79.345 habitants, 26.853 habitatges, i 20.542 famílies. La densitat de població era de 3.248,7 habitants/km².
Dels 26.853 habitatges en un 38% hi vivien nens de menys de 18 anys, en un 57,8% hi vivien parelles casades, en un 13,4% dones solteres, i en un 23,5% no eren unitats familiars. En el 18,4% dels habitatges hi vivien persones soles el 8,2% de les quals corresponia a persones de 65 anys o més que vivien soles. El nombre mitjà de persones vivint en cada habitatge era de 2,95 i el nombre mitjà de persones que vivien en cada família era de 3,37.
Per edats la població es repartia de la següent manera: un 27,5% tenia menys de 18 anys, un 8,1% entre 18 i 24, un 31,1% entre 25 i 44, un 21,4% de 45 a 60 i un 11,9% 65 anys o més.
L'edat mediana era de 35 anys. Per cada 100 dones de 18 o més anys hi havia 90,1 homes.
La renda mediana per habitatge era de 58.214 $ i la renda mediana per família de 63.342 $. Els homes tenien una renda mediana de 45.447 $ mentre que les dones 35.206 $. La renda per capita de la població era de 22.095 $. Entorn del 5,6% de les famílies i el 7,4% de la població estaven per davall del llindar de pobresa.

## Poblacions més properes
El següent diagrama mostra les poblacions més properes.